# Юршенас, Чесловас
Чесловас Юршенас (лит. Česlovas Juršėnas; род. 18 мая 1938, Панижишке, Свенцянский повет, Виленское воеводство, Польша) — литовский политик, государственный и политический деятель. Председатель Сейма Литовской республики в 1993—1996 годах и в 2008 году.

## Биография
В 1955 году окончил Игналинскую среднюю школу с золотой медалью и поступил в Вильнюсский университет, который окончил в 1960 году.
В 1960—1964 годах был сотрудником газеты „Tiesa“. С 1964 года работал на телевидении.
В 1973 году окончил Высшую школу журналистики в Ленинграде.
В 1973—1975 годах — инструктор ЦК КП Литовской ССР.
В 1975—1978 годах — заместитель начальника отдела культуры Совета Министров Литовской ССР.
В 1978—1983 годах — главный редактор газеты «Вечерние новости» (Вильнюс).
В 1983—1988 годах заведующий сектором прессы, телевидения и радио ЦК КП Литовской ССР.
В 1988—1989 годах работал на телевидении. Был ведущим популярного шоу.
В 1989 году назначен представителем Правительства Литвы по связям с прессой, позже — также отвечал за поддержание связей с Верховным Советом Литвы.
В 1990—1992 годах — депутат Верховного Совета Литвы — Восстановительного Сейма. Избирался заместителем Председателя Верховного Совета.
В 1992—1996 годах — депутат Сейма Литовской Республики. Выдвинут Демократической партией труда Литвы. Был избран заместителем председателя, а в 1993—1996 годах был председателем Сейма.
В 1996—2000 годах вновь депутат Сейма. Выдвинут Демократической партией труда Литвы. Член Юридического комитета.
В 1997—2000 годах — член Швянчёнского районного совета.
В 2000—2004 годах — депутат Сейма. Выдвинут Демократической партии труда Литвы. Первый заместитель председателя, а в 2004 году временно исполнял обязанности председателя Сейма. Работал в комитете по иностранным делам.
Кандидат в Президенты Литвы на выборах 2004 года.
В 2004—2008 годах — депутат Сейма от Литовской социал-демократической партии. Занимал должность заместителя председателя (2004—2006), первого заместителя председателя (2006—2008) и председателя Сейма (2008). Работал в юридическом комитете.
Владеет русским, польским и немецким языками.

## Награды
- Кавалер Большого креста ордена Витаутаса Великого (2004)
- Медаль Независимости Литвы (2000)
- Командор ордена Заслуг перед Республикой Польша (2001)
- Орден Креста земли Марии II класса (Эстония, 2004)
- Орден князя Ярослава Мудрого III степени (Украина, 2006)
- Медаль Балтийской ассамблеи (2003)[1]
- другие награды